# Sedum plumbizincicola
Sedum plumbizincicola är en fetbladsväxtart som beskrevs av X.H.Guo, Amp; S.B.Zhou och L.H.Wu. Sedum plumbizincicola ingår i Fetknoppssläktet som ingår i familjen fetbladsväxter. Inga underarter finns listade i Catalogue of Life.